# روزا لابي سيبالا
روزا لابي سيبالا (بالفنلندية: Rosa Lappi-Seppälä)، من مواليد 4 نوفمبر 1974، وهي لاعبة كرة قدم معتزلة ومدربة فنلندية، حيث لعبت مع المنتخب الفنلندي للسيدات لدرجة الشباب من عام 1995 إلى 2002، كما لعبت مع عدة أندية أوروبية، ومنها نادي أندرلخت وجامعة باري الأمريكية ونادي إف سي، وغيرها، كما دربت مع منتخب بلادها لدرجة الشباب والأولمبي، ومنتخب السعودية للسيدات.